# Vânătoarea de comori
Vânătoarea de comori (engleză: Relic Hunter) este un serial de televiziune canadian, cu Tia Carrere și Christien Anholt în rolurile principale. Actrița Lindy Booth apare în primele două sezoane, fiind înlocuită de Tanja Reichert în al treilea. Serialul a fost inspirat de succesul jocului video "Tomb Raider".

## Personaje principale
- Tia Carrere este Sydney Fox (Sezoanele 1–3): Este principalul protagonist al seriei. Sydney colaborează îndeaproape cu Nigel Bailey, cel cu care se întâlnește în primul episod. Sydney este expertă în diferite lupte (dum cum reiese din cele mai multe episoade) și cu arme de foc (după cum reiese în special din episodul 30, "Roman Holiday"). Ea are mai multe persoane de contact peste tot în lume, în domeniul arheologic, dar și în politică etc. Ea este foarte protectoare cu ambii ei asistenți, precum și cu studenții și cu colegii ei.
- Christien Anholt este Nigel Bailey (Sezoanele 1–3): Este asistentul și însoțitorul mai rezervat al lui Sydney. Nigel este britanic. O însoțește în toate călătoriile pe Sydney, în căutările acesteia după diverse relicve. Nigel, de multe ori, ajunge în situații incomode și are nevoie de ajutorul lui Sydney pentru a ieși din ele. Odată cu trecerea episoadelor, aceste situații incomode încep să fie mai rare. El este, în secret, îndrăgostit de Sydney.
- Lindy Booth este Claudia (Sezoanele 1–2, Episoadele 1–7, 9–37, 39–44): Este secretara și asistenta lui Sydney care de multe ori îi ajută pe Sydney și Nigel în campusul universitar, în timp ce aceștia sunt plecați în străinătate. Ea joacă uneori un rol esențial în găsirea unei relicve și câteodată își mai bate joc de Nigel.
- Tanja Reichert este Karen Petrushky (Sezonul 3, Episoadele 45–66): Este înlocuitoarea Claudiei pentru ultimul sezon.

## Relicvele din serial
În următorul tabel sunt prezentate relicvele căutate în fiecare episod, împreună cu data și locul secvenței flashback, precum și restul locurilor cercetate în episodul respectiv.
|    | Denumirea episodului    | Relicva                                                                                | Detalii privire retrospectivă                       | Alte locuri                                        |
| -- | ----------------------- | -------------------------------------------------------------------------------------- | --------------------------------------------------- | -------------------------------------------------- |
| 1  | Buddha's Bowl           | vasul milosteniei lui Buddha                                                           | Nepal, 523 î.Hr.                                    | Hong Kong                                          |
| 2  | Smoking Gun             | Armă încustrată cu diamante aparținând lui Al Capone                                   | Chicago, 1930 d.Hr.                                 | Statele Unite                                      |
| 3  | The Headless Nun        | Rămășițele Sorei Evangeline                                                            | Nova Scotia, sec. al XVII-lea                       | Canada                                             |
| 4  | Flag Day                | Ursul Pionierilor - Steagul Californiei                                                | California, 1846                                    | Statele Unite                                      |
| 5  | Thank You Very Much     | Chitara pierdută a lui Elvis Presley                                                   | Germania, 1960                                      | Germania                                           |
| 6  | Diamond in the Rough    | Mănușa magică a fostului mare baseball-ist Jimmy Jonesboro                             | Parcul Fenway din Boston, 1946                      | Statele Unite                                      |
| 7  | Transformation          | Pergamentele Paracelsus                                                                | Salzburg, Austria, 1946                             | Peru                                               |
| 8  | Etched in Stone         | Comoara vikingului legendar Jann cel Îndrăzneț                                         | Țărmul din Northumbria, 935                         | Suedia                                             |
| 9  | The Book of Love        | Cartea despre dragoste a lui Casanova                                                  | Ascunzătoarea lui Casanova, Italia, 1749            | Italia                                             |
| 10 | The Myth of the Maze    | Labirintul Minotaurului                                                                | Atena, 3000 î.Hr.                                   | Grecia                                             |
| 11 | Irish Crown Affair      | Coroana pierdută a ultimului rege al Irlandei                                          | Irlanda, 1000 d.Hr.                                 | Dublin                                             |
| 12 | The Emperor's Bride     | Coșciugul miresei unui împărat chinez                                                  | Fluviul Galben, China, 1000 î.Hr.                   | Alaska                                             |
| 13 | Afterlife and Death     | Diamantul lui Tutmes al III-lea                                                        | Egipt, 1425 î.Hr.                                   | Amsterdam                                          |
| 14 | Nine Lives              | Statuia zeiței-pisică Mafdet                                                           | Egipt, 1895 d.Hr.                                   | New York                                           |
| 15 | Affaire de Coeur        | Inelele iubiților Callum și Elena                                                      | Scoția, 1430                                        | Scoția                                             |
| 16 | A Vanishing Art         | Sceptrul Regatului maghiar                                                             | Budapesta, 1897                                     | Atlantic City (New Jersey)                         |
| 17 | A Good Year             | Bijuteriile coroanei franceze                                                          | Paris, 1792                                         | Franța                                             |
| 18 | The Last Knight         | Spada Marelui Maestru Templier                                                         | Paris, circa 1300                                   | Franța                                             |
| 19 | Love Letter             | Însemnări oficiale probând o căsătorie secretă încheiată în ajunul Revoluției Franceze | Un sat, la sud de Paris, 1789                       | Franța                                             |
| 20 | Possessed               | Cadranul solar sacru al lui Zeus                                                       | Libia, secolul al XIV-lea                           | Bruxelles                                          |
| 21 | Nothing but the Truth   | Potirul Adevărului al lui Ruby                                                         | Țărmul berber, 1534                                 |                                                    |
| 22 | Memories of Montmartre  | O tiară, denumită "Inima Europei"                                                      | "Moulin Rouge" din Paris, anii 1930                 |                                                    |
| 23 | The Put Back            | Idol din Templul lui Woot                                                              | Kuba, Africa, 100 d.Hr.                             |                                                    |
| 24 | Dagger of Death         | Jungher al lui Kali                                                                    | Templul lui Kali, India, 500 d.Hr.                  |                                                    |
| 25 | Last of the Mochicas    | Recipient în care se crede că se găsește Spiritul Marelui Războinic al Mohicanilor     | America de Sud, 662 d.Hr.                           |                                                    |
| 26 | The Legend of the Lost  | Kai Nomata (trib dispărut)                                                             | Insulele Vanuatu, 4800 î.Hr.                        | Noua Guinee                                        |
| 27 | Fertile Ground          | Idolul din Lono                                                                        | Hawaii, 1779 d.Hr.                                  | Madagascar                                         |
| 28 | Gypsy Jigsaw            | Coroana țiganilor                                                                      | România, 1830                                       |                                                    |
| 29 | Three Rivers to Cross   | Împărăteasa de jad                                                                     | Cele trei fluvii, China, 1245 d.Hr.                 |                                                    |
| 30 | Roman Holiday           | Platoșa lui Cezar                                                                      | Roma, 44 î.Hr.                                      |                                                    |
| 31 | Cross of Voodoo         | Crucea haitiană din Utu                                                                | Haiti, sfârșit de sec. 18 d.Hr.                     | New Orleans                                        |
| 32 | Lost Contact            | Vasul pentru jertfă                                                                    | Birmania, 1824                                      |                                                    |
| 33 | The Reel Thing          | Rămășițele faraonului Amun al II-lea                                                   | Egipt, 1516 î.Hr.                                   | Anglia                                             |
| 34 | M.I.A.                  | Oul lui Fabergé                                                                        | Sankt Petersburg, Rusia, 1886                       | Orașul New York, câteva secvențe din alte episoade |
| 35 | Out of the Past         | Salba Cleopatrei                                                                       | Egipt, 30 î.Hr.                                     |                                                    |
| 36 | Eyes of Toklamanee      | Ochii lui Toklamanee                                                                   | Valea Mississippi, 1605                             | St. Louis                                          |
| 37 | Run Sydney Run          | Sabia lui Ateas                                                                        | Stepele de lângă Urali, Rusia, 339 î.Hr.            |                                                    |
| 38 | French Connection       | Profeția lui Nostradamus                                                               | Biserica și salonul de la Cordiers, Franța, 1600    |                                                    |
| 39 | Don't Go Into the Woods | Șoimul de aur de la Maribor                                                            | Munții Carpați, 1711 d.Hr.                          |                                                    |
| 40 | Midnight Flight         | Sceptrul încrustat cu rubine al lui Gunther cel Viteaz                                 | Germania, circa 400 d.Hr.                           | Luxembourg și Paris                                |
| 41 | The Executioner's Mask  | Masca executorului                                                                     | Bourg, Franța, 1789                                 |                                                    |
| 42 | The Royal Ring          | Inelul Annei Boleyn                                                                    | Turnul Londrei, 1536                                |                                                    |
| 43 | Set in Stone            | Sabia vrăjită a Sf. Gabriel                                                            | Balaton, Ungaria, 1595                              |                                                    |
| 44 | Deadline                | Prima cruce Tau a creștinilor                                                          | Ierusalim, 1099 d.Hr.                               | Paris                                              |
| 45 | Wages of Sydney         | Oul dragonului chinezesc                                                               | Fortăreața "Quan Shu", Manciuria, 1359              |                                                    |
| 46 | Mr. Right               | Vasul lui Parvati                                                                      | Bali, Indonesia, 1459 d.Hr.                         |                                                    |
| 47 | Sydney at Ten           | Salbă egipteană                                                                        | Școala "Sf. Beatrice", acum 20 de ani               | Turcia                                             |
| 48 | The Light of Truth      | Lumina Adevărului                                                                      | Arabia, 843 d.Hr.                                   | Maroc                                              |
| 49 | Treasure Island         | Comoara din Treasure Island                                                            | Teritoriile spaniole din continentul american, 1790 |                                                    |
| 50 | Star of Nadir           | Steaua lui Nadir                                                                       | Palatul talibilor, Endostan, 1423                   |                                                    |
| 51 | Vampire's Kiss          | Pocalul vampirilor                                                                     | Cehoslovacia, 1720 d.Hr.                            |                                                    |
| 52 | Devil Doll              | Păpușa drăcească și aztecă blestemată                                                  | America Centrală, 1488 d.Hr.                        |                                                    |
| 53 | Incognito               | Cuțitul ce provoacă oricui care se taie să dobândească puteri incredibile              | Noua Guinee, 1522 d.Hr.                             | Lisabona, Malta                                    |
| 54 | All Choked Up           | Statuia zeiței Atena                                                                   | Grecia, 800 î.Hr.                                   |                                                    |
| 55 | Warlock of Nu Theta Phi | Talismanul Wicca                                                                       | Coloniile din New England, 1692 d.Hr.               |                                                    |
| 56 | Women Want to Know      | Statuia lui Ganeșa                                                                     | Asia de sud-est, 1075 d.Hr.                         |                                                    |
| 57 | Fire in the Sky         | Artefact extraterestru                                                                 | În zona Pacificului de nord-vest, 1398 d.Hr.        |                                                    |
| 58 | Hunting with the Enemy  | Cenușa lui Confucius                                                                   | Cambodjia, 1952                                     |                                                    |
| 59 | Antianeiral             | Cureaua lui Hipolit                                                                    | Asia Mică, 1200 î.Hr.                               | Constantinopol                                     |
| 60 | Under the Ice           | Mumiile Anasazi                                                                        | Zona arctică, 1355 d.Hr.                            |                                                    |
| 61 | Arthur's Cross          | Crucea regelui Arthur                                                                  | Anglia, 455 d.Hr.                                   | Chepstow, Țara Galilor                             |
| 62 | Faux Fox                | Bijuteriile coroanei lui Carol al IV-lea al Spaniei                                    | Palatul Regal, Madrid, 1808                         |                                                    |
| 63 | Pandora's Box           | Cutia Pandorei                                                                         | An-Najaf, Persia, 422 d.Hr.                         |                                                    |
| 64 | The Warlord             | Șaua lui Kahina                                                                        | Bekkastan, 1401 d.Hr.                               |                                                    |
| 65 | Fountain of Youth       | Apă de la Izvorul tinereții                                                            | Pascus Florida, Indiile de Vest, 1521               | Spania și Anglia                                   |
| 66 | So Shall it Be          | Cheile de la Stonehenge                                                                | Stonehenge, Anglia,121 d.Hr.                        |                                                    |

## Vezi și
- Pe urmele misterelor, un serial asemănător